# Nicole Hunt
Nicole Hunt (* 30. April 1970) ist eine ehemalige US-amerikanische Sommerbiathletin.
Nicole Hunt gewann sie bei den Sommerbiathlon-Weltmeisterschaften 2000 in Chanty-Mansijsk mit Ann Sorenson, Kristina Sabasteanski und Jill Troutner die Bronzemedaille im Staffelrennen. Dabei führte sie als Schlussläuferin ihr Team zur Medaille. Es war einer der größten internationalen Erfolge US-amerikanischer Biathleten. In Sprint wurde sie 12. im Verfolgungsrennen belegte sie Rang elf.